# Neoblattella guianae
Neoblattella guianae es una especie de cucaracha del género Neoblattella, familia Ectobiidae.

## Distribución
Esta especie se encuentra en Guyana, Guayana Francesa, Brasil y Perú.